# Coenonympha fulvovittata
Coenonympha fulvovittata är en fjärilsart som beskrevs av Ruggero Verity 1953. Coenonympha fulvovittata ingår i släktet Coenonympha och familjen praktfjärilar. Inga underarter finns listade i Catalogue of Life.